# Une rencontre en Westphalie
Une rencontre en Westphalie (titre original : Das Treffen in Telgte, littéralement « La Rencontre à Telgte ») est un roman de Günter Grass paru en 1979. Il est paru en français aux éditions du Seuil en 1981, traduit par Jean Amsler.
Tout en mettant en scène le monde des lettres allemandes du XVIIe siècle, ce texte est un hommage et un roman à clé concernant la littérature allemande après la Seconde Guerre mondiale, et notamment le Groupe 47 dont Grass a été membre. Le roman est d'ailleurs dédié à Hans Peter Richter pour ses soixante-dix ans (il était l'organisateur des rencontres du Groupe 47).

## Résumé
Une rencontre en Westphalie est le récit, sur le ton du roman picaresque, d'une rencontre imaginée par Grass entre des hommes de lettres - eux pour la plupart bien réels - venus de toute l'Allemagne en 1647, à la fin de la guerre de Trente Ans, pendant que s'éternisent les pourparlers des traités de Westphalie. Accablés ou inspirés par le chaos, la guerre et la peste qui frappent les pays de langue allemande, et malgré leurs clivages esthétiques, moraux et religieux, les protagonistes mènent tant bien que mal leur réunion littéraire dans une auberge réquisitionnée tenue par l'hôtesse Libuschka.
La rencontre se passe à Telgte, petite ville de Westphalie près de Münster, à une quarantaine de kilomètres d'Osnabrück, les deux villes où les belligérants négociaient la paix.

## Personnages
Günter Grass a mis en scène dans ce roman les artistes suivants :
- Heinrich Albert, né en 1604 à Bad Lobenstein, mort à Königsberg en 1651, organiste, compositeur et poète ;
- Sigmund von Birken, né en 1626 à Wildstein (actuellement Skalná en Tchéquie), mort à Nuremberg en 1681, poète et écrivain ;
- August Buchner, né en 1591 à Dresde, mort à Apollensdorf (aujourd'hui un quartier de Wittenberg) en 1661, philologue, poète et théoricien de la littérature ;
- Daniel Czepko von Reigersfeld, né en 1605 près de Legnica, mort en 1660 à Wołów (en allemand Wohlau, en Pologne), poète et dramaturge ;
- Simon Dach, né en 1605 à Memel, mort à Königsberg en 1659, poète ;
- Paul Gerhardt, né en 1607 à Gräfenhainichen et mort à Lübben en 1676, théologien et auteur de chants religieux ;
- Georg Greflinger (de), né après 1618 à Neunburg vorm Wald, mort à Hambourg en 1677, à l'époque écrivain, traducteur, plus tard créateur du Norddeutscher Mercurius (le Mercure d'Allemagne du Nord, publié de 1663 à 1730), un des premiers journaux de langue allemande ;
- Hans Jakob Christoffel von Grimmelshausen, né vers 1622 à Gelnhausen, mort à Renchen en 1676, écrivain ;
- Andreas Gryphius, né (en 1616) et mort (en 1664) à Głogów, poète et dramaturge ;
- Georg Philipp Harsdörffer, né en 1607 à Fischbach (au sud-ouest de Nuremberg), mort à Nuremberg en 1658, poète ;
- Christian Hoffmann von Hoffmannswaldau, né (en 1616) et mort (en 1679) à Wrocław (ou en allemand Breslau), poète, qui fut maire de Breslau.
- Johann Lauremberg, né à Rostock en 1590, mort en 1658 à Sorø (Danemark), poète et écrivain
- Friedrich von Logau, né à Niemcza (en allemand Nimptsch) en Pologne actuelle, mort à Legnica en 1655, poète ;
- Johann Michael Moscherosch, né à Willstätt (près de Strasbourg) en 1601, mort en 1669 à Worms, homme d'État et satiriste ;
- Johann Rist, né à Ottensen (aujourd'hui dans la banlieue de Hambourg) en 1607, mort en 1667 à Wedel, poète et prédicateur ;
- Johannes Scheffler, appelé plus tard Angelus Silesius, né (en 1624) et mort (en 1677) à Wrocław (ou en allemand Breslau), poète et théologien ;
- Johann Matthias Schneuber, né en 1614 à Mülheim, mort à Strasbourg en 1665, poète ;
- Heinrich Schütz, né à Bad Köstritz en 1585, mort à Dresde en 1672, compositeur ;
- Georg Rodolf Weckherlin, né à Stuttgart en 1584, mort à Londres en 1653, poète lyrique ;
- Philipp von Zesen, né en 1619 à Dessau, mort à Hambourg en 1689, poète et écrivain.